# Kevin Feige
Kevin Feige (Boston, 2 giugno 1973) è un produttore cinematografico e produttore televisivo statunitense e presidente dei Marvel Studios; da ottobre 2019 è anche direttore creativo di Marvel Comics, Marvel Television e Marvel Animation.
Con oltre 25 miliardi di dollari, è il produttore che ha incassato di più nella storia del cinema.
Nel 2019 è stato candidato all'Oscar al miglior film per la produzione di Black Panther.

## Biografia
Nato a Boston il 2 giugno 1973, si è diplomato alla Westfield High School a Westfield nel New Jersey. Suo nonno materno, Robert E. Short, era un produttore televisivo negli anni '50, lavorando a soap opera tra cui The Guiding Light e Così gira il mondo. Dopo il liceo, Feige ha fatto domanda alla School of Cinematic Arts della University of Southern California, l'alma mater dei suoi registi preferiti: George Lucas, Ron Howard e Robert Zemeckis. Le sue prime cinque domande sono state respinte, ma la sesta è stata accettata.
I suoi primi lavori includono l'assistente del produttore esecutivo Lauren Shuler Donner in Volcano e You've Got Mail.
È impegnato nel settore cinematografico dal 2000, entrando alla Marvel Entertainment come produttore, sette anni dopo viene nominato direttore di produzione dei Marvel Studios dall'amministratore delegato Avi Arad. Oltre al ruolo di produttore, Feige offre spesso consulenze a registi e sceneggiatori dei suoi film.
Nel primo film degli X-Men, Donner ha nominato Feige suo produttore associato, anche grazie alla sua conoscenza dell'Universo Marvel. Successivamente Avi Arad, lo assume come suo secondo ai Marvel Studios nello stesso anno. A metà degli anni 2000, Feige si rese conto che sebbene Spider-Man e gli X-Men fossero stati concessi in licenza a Sony e 20th Century Fox, la Marvel possedeva ancora i diritti sui membri principali degli Avengers e immaginò di creare un universo condiviso proprio come i creatori Stan Lee e Jack Kirby avevano fatto con i loro fumetti nei primi anni '60.
È stato nominato presidente della produzione per i Marvel Studios nel marzo 2007.  Riceve il premio Motion Picture Showman of the Year agli ICG Publicists Guild Awards il 22 febbraio 2013.
Per il suo lavoro in Black Panther, riceve nomination per un Oscar, un Golden Globe e un Producers Guild of America Award.
Riceve il David O. Selznick Achievement Award in Theatrical Motion Pictures dalla Producers Guild of America nel 2019.

## Filmografia

### Cinema
- X-Men (2000) – produttore associato
- Spider-Man (2002) – produttore associato
- Daredevil (2003) – co-produttore
- X-Men 2 (2003) – co-produttore
- Hulk (2003) – produttore esecutivo
- The Punisher (2004) – produttore esecutivo
- Spider-Man 2 - produttore esecutivo
- Man-Thing - La natura del terrore (2005) – produttore esecutivo
- Elektra (2005) – co-produttore
- Fantastici Quattro (2005) – produttore esecutivo
- X-Men - Conflitto finale (2006) – produttore esecutivo
- Spider-Man 3 (2007) – produttore esecutivo
- I Fantastici 4 e Silver Surfer (2007) – produttore esecutivo
- Next Avengers: Heroes of Tomorrow (2008) – produttore esecutivo
- Punisher - Zona di guerra (2008) – produttore esecutivo
- Iron Man (2008) – produttore
- L'incredibile Hulk (The Incredible Hulk) (2008) – produttore
- Hulk Versus (2009) – produttore esecutivo
- Iron Man 2 (2010) – produttore
- Thor (2011) – produttore
- Captain America - Il primo Vendicatore (Captain America: The First Avenger) (2011) – produttore
- Thor: Tales of Asgard (2011) – produttore esecutivo
- The Avengers (2012) – produttore
- Iron Man 3 (2013) - produttore
- Thor: The Dark World (2013) – produttore
- Captain America: The Winter Soldier (2014) – produttore
- Guardiani della Galassia (2014) - produttore
- Avengers: Age of Ultron (2015) – produttore
- Ant-Man (2015) – produttore
- Captain America: Civil War (2016) – produttore
- Doctor Strange (2016) - produttore
- Guardiani della Galassia Vol. 2 (2017) - produttore
- Spider-Man: Homecoming (2017) – produttore
- Thor: Ragnarok (2017) – produttore
- Black Panther - (2018) - produttore
- Avengers: Infinity War (2018) – produttore
- Ant-Man and the Wasp (2018) – produttore
- Captain Marvel (2019) – produttore
- Avengers: Endgame (2019) – produttore
- Spider-Man: Far from Home (2019) – produttore
- Black Widow (2021) – produttore
- Shang-Chi e la leggenda dei dieci anelli (2021) – produttore
- Eternals (2021) – produttore
- Spider-Man: No Way Home (2021) – produttore
- Doctor Strange nel Multiverso della Follia (2022) – produttore
- Thor: Love and Thunder (2022) - produttore
- Black Panther: Wakanda Forever (2022) - produttore
- Ant-Man and the Wasp: Quantumania (2023) - produttore
- Guardiani della Galassia Vol. 3 (2023) - produttore
- The Marvels (2023) - produttore
- Deadpool & Wolverine (2024) - produttore
- Captain America: Brave New World (2025) - produttore
- Thunderbolts* (2025) - produttore
- I Fantastici Quattro - Gli inizi (The Fantastic Four: First Steps) (2025) - produttore

### Televisione
- Iron Man: Armored Adventures (2008–2012) – serie TV, produttore esecutivo
- Agent Carter (2015–2016) – serie TV, produttore esecutivo
- WandaVision (2021) – serie TV, produttore esecutivo
- The Falcon and the Winter Soldier (2021) – serie TV, produttore esecutivo
- Loki (2021-2023) –  serie TV, produttore esecutivo
- What If...? (2021) – serie TV, produttore esecutivo
- Hawkeye (2021) – serie TV, produttore esecutivo
- Moon Knight (2022) – serie TV, produttore esecutivo
- She-Hulk: Attorney At Law (2022) – serie TV, produttore esecutivo
- Ms. Marvel (2022) – serie TV, produttore esecutivo
- I Am Groot - (2022) serie animata, produttore esecutivo
- Licantropus (2022) - film TV, produttore esecutivo
- Guardiani della Galassia Holiday Special (2022) - film TV, produttore esecutivo
- Secret Invasion (2023) – serie TV, produttore esecutivo
- Echo (2024) – miniserie TV, produttore esecutivo
- X-Men '97 (2024) – serie TV, produttore esecutivo

### Cortometraggi
- Il consulente (The Consultant) (2011) – produttore
- Scena comica nel raggiungere il martello di Thor (A Funny Thing Happened on the Way to Thor's Hammer) (2011) – produttore
- Item 47 (2012) – produttore
- Agente Carter (Agent Carter) (2013) – produttore
- Viva il re (2014) – produttore
- Team Thor (2016) – produttore
- Team Thor: Part 2 (2017) – produttore
- Team Darryl (2018) – produttore
- Peter's To-Do List (2019) – co-produttore

## Riconoscimenti
- Premio Oscar
  - 2019 – Candidatura come miglior film per Black Panther
- Premio Emmy
  - 2021 – Candidatura come miglior miniserie o serie antologica per WandaVision
- Saturn Award
  - 2009 – Miglior film di fantascienza per Iron Man
  - 2009 – Candidatura come miglior film di fantascienza per L'incredibile Hulk
  - 2011 – Candidatura come miglior film di fantascienza per Iron Man 2
  - 2012 – Candidatura come miglior film fantasy per Thor
  - 2012 – Candidatura come miglior film di fantascienza per Captain America - Il primo Vendicatore
  - 2013 – Miglior film di fantascienza per The Avengers
  - 2014 – Migliore trasposizione da fumetto a film per Iron Man 3
  - 2014 – Candidatura come migliore trasposizione da fumetto a film per Thor: The Dark World
  - 2015 – Candidatura come migliore trasposizione da fumetto a film per Captain America: The Winter Soldier
  - 2015 – Migliore trasposizione da fumetto a film per Guardiani della Galassia
  - 2016 – Candidatura come migliore trasposizione da fumetto a film per Avengers: Age of Ultron
  - 2016 – Migliore trasposizione da fumetto a film per Ant-Man
  - 2017 – Candidatura come migliore trasposizione da fumetto a film per Captain America: Civil War
  - 2017 – Migliore trasposizione da fumetto a film per Doctor Strange
  - 2018 – Candidatura come migliore trasposizione da fumetto a film per Guardiani della Galassia Vol. 2
  - 2018 – Candidatura come migliore trasposizione da fumetto a film per Spider-Man: Homecoming
  - 2018 – Candidatura come migliore trasposizione da fumetto a film per Thor: Ragnarok
  - 2018 – Migliore trasposizione da fumetto a film per Black Panther
  - 2019 – Candidatura come migliore trasposizione da fumetto a film per Avengers: Infinity War
  - 2019 – Candidatura come migliore trasposizione da fumetto a film per Captain Marvel
  - 2019 – Migliore trasposizione da fumetto a film per Avengers: Endgame
  - 2019 – Candidatura come migliore trasposizione da fumetto a film per Spider-Man: Far from Home
  - 2019 – Stan Lee World Builder Award
- Producers Guild of America Awards
  - 2019 – Candidatura come miglior produzione di un lungometraggio cinematografico per Black Panther